# Ruslanbek Jiyanov
Ruslanbek Jiyanov (Tashkent, 5 giugno 2001) è un calciatore uzbeko, di ruolo attaccante.